# Premio Nacional de Teatro
El Premio Nacional de Teatro es un premio cultural de larga trayectoria que otorga anualmente el Ministerio de Cultura de España. Se otorga cada año a personajes o instituciones que, bien con sus obras, bien a través de su participación activa en la creación artística y teatral, contribuyen al enriquecimiento del patrimonio cultural de España.

## Historia
El premio Nacional de Teatro fue creado en 1946 por el Consejo Superior de Teatro y su primer galardonado fue el dramaturgo Enrique Jardiel Poncela. Los primeros años de vida del premio se entregó de manera intermitente. Hubo que esperar hasta 1969 para que su entrega fuese anual. Aun así, hubo varios parones en su trayectoria.
En 1994, el premio se entregó a Albert Boadella y a su compañía de teatro, Els Joglars, que, sin embargo, lo rechazan. En su lugar, fue premiado Guillermo Heras, director, hasta julio de aquel año, del Centro Nacional de Nuevas Tendencias Escénicas.
En 2011, se entrega el premio al iluminador Juan Gómez-Cornejo. Es la primera ocasión que un profesional de la iluminación recibe el galardón. Gómez-Cornejo ha trabajado con directores como José Luis Alonso, Gerardo Vera, José Luis Gómez, Adolfo Marsillach o Francisco Nieva.

## Características
Antes de 1995, el premio reunía diferentes categorías y cuantía, que se comunicaban junto a los ganadores, en el BOE correspondiente.
En 1961 las categorías fueron: mejor obra dramática, mejor obra lírica (desierta), mejor obra teatral de género infantil (desierta), interpretación dramática, interpretación lírica, interpretación coreográfica, interpretación circense, dirección escénica, mejor labor editorial sobre el teatro, mejor labor periodística sobre el teatro; cuyos ganadores recibieron una dotación de 10 000 pesetas; por otro lado, existía una categoría de libre adjudicación, donde el premio fue de 20 000 pesetas.
En 1970 se premió a la mejor obra dramática, mejor obra lírica, mejor ballet nacional clásico o folklórico, dirección escénica, mejor escenografía, mejor vestuario, mejor campaña realizada por las Compañías profesionales de carácter empresarial (desierto), más destacada temporada de teatro infantil desarrollada por grupos o Compañías especializadas, más interesante campaña que por consideraciones artísticas, culturales y técnicas se haya llevado a cabo por Agrupaciones vocacionales de cámara y ensayo, más destacado ciclo de extensión teatral llevado a cabo en puntos de especial dificultad, para una labor de proyección y mantenimiento del teatro, a las empresas de local que se hayan distinguido por su colaboración y aportaciones en el desarrollo de campañas, ciclos y realizaciones teatrales; también se entregaron cuatro premios por especial mérito al: mejor crítico teatral, mejor labor literaria en pro del teatro, mejores libros de temas teatrales y editorial; este año, además se otorgaron cinco premios extraordinarios a personalidades que apoyaron la labor cultural en España.
En la actualidad, se rige de acuerdo a la Orden de 22 de junio de 1995 (BOE del 29 de junio de 1995) y es otorgado anualmente por el Instituto Nacional de las Artes Escénicas y la Música. Está dotado con 30.000 euros y su cuantía no podrá dividirse. Viene a recompensar una trayectoria o vida profesional, o a destacar nuevas aportaciones sobresalientes en el campo del teatro que se hayan puesto de manifiesto a través de una obra o actuación hecha pública durante el año anterior a la convocatoria.

## Galardonados
| Año  | Premiados (solo incluye Premio Nacional de Teatro)                                                             |
| ---- | --- |
| 2024 | Teatro del Barrio                                                                                              |
| 2023 | Ana Zamora |
| 2022 | Petra Martínez y Juan Margallo                                                                                 |
| 2021 | Juan Diego Botto                                                                                               |
| 2020 | Sala Cuarta Pared                                                                                              |
| 2019 | Andrés Lima |
| 2018 | Julieta Serrano                                                                                                |
| 2017 | Kamikaze Teatro                                                                                                |
| 2016 | Concha Velasco y a título póstumo Lina Morgan                                                                  |
| 2015 | Pedro Moreno                                                                                                   |
| 2014 | Compañía de teatro Chévere                                                                                     |
| 2013 | Ramón Barea |
| 2012 | Blanca Portillo                                                                                                |
| 2011 | Juan Gómez-Cornejo                                                                                             |
| 2010 | La Zaranda |
| 2009 | Vicky Peña |
| 2008 | Atalaya-TNT |
| 2007 | Juan Mayorga                                                                                                   |
| 2006 | Josep Maria Pou                                                                                                |
| 2005 | Compañía Animalario                                                                                            |
| 2004 | José Monleón                                                                                                   |
| 2003 | Gustavo Pérez Puig                                                                                             |
| 2002 | José Luis López Vázquez                                                                                        |
| 2001 | Fernando Arrabal                                                                                               |
| 2000 | Ramon Fontserè                                                                                                 |
| 1999 | María Jesús Valdés                                                                                             |
| 1998 | Manuel Galiana                                                                                                 |
| 1997 | Nati Mistral                                                                                                   |
| 1996 | Amparo Rivelles                                                                                                |
| 1995 | Teatro de La Abadía                                                                                            |
| 1994 | Guillermo Heras y Els Joglars                                                                                  |
| 1993 | La Fura dels Baus y Ur Teatro                                                                                  |
| 1992 | Berta Riaza y Manuel de Blas                                                                                   |
| 1991 | Lluís Pasqual y José Pedro Carrión                                                                             |
| 1990 | José Estruch y José Sanchis Sinisterra                                                                         |
| 1989 | Josep Maria Flotats y Emilio Burgos                                                                            |
| 1988 | José Luis Gómez y Gerardo Vera                                                                                 |
| 1987 | Miguel Narros y Ana Marzoa                                                                                     |
| 1986 | José Luis Alonso de Santos y Alfonso Sastre                                                                    |
| 1985 | Nuria Espert y Fernando Fernán Gómez                                                                           |
| 1984 | Lluís Pasqual y Anna Lizaran por Comediants                                                                    |
| 1983 | No se concedió                                                                                                 |
| 1982 | José Carlos Plaza y a título póstumo Paco Martínez Soria                                                       |
| 1981 | Rafael Alberti y Guillermo Marín                                                                               |
| 1980 | Antonio Buero Vallejo y Carmen Carbonell                                                                       |
| 1979 | Isaac Chocrón y Francisco Nieva                                                                                |
| 1978 | Teatre Lliure                                                                                                  |
| 1976 | Félix Buisán Cítores                                                                                           |
| 1974 | Adolfo Marsillach                                                                                              |
| 1973 | Manuel Mampaso y Alfredo Mañas                                                                                 |
| 1972 | Concha Velasco, José Bódalo y María Fernanda D'Ocón                                                            |
| 1971 | Antero Guardia                                                                                                 |
| 1970 | Julia Gutiérrez Caba                                                                                           |
| 1969 | Irene Gutiérrez Caba                                                                                           |
| 1962 | Lauro Olmo, Amelia de la Torre, Aurora Redondo Alberto González Vergel, María Luz Morales Juan Guerrero Zamora |
| 1960 | Mary Carrillo                                                                                                  |
| 1959 | Miguel Narros                                                                                                  |
| 1957 | Antonio Buero Vallejo                                                                                          |
| 1956 | Carlos Guillermo Domínguez Hernández                                                                           |
| 1955 | Antonio Campó                                                                                                  |
| 1954 | José López Rubio                                                                                               |
| 1952 | Miguel Mihura                                                                                                  |
| 1949 | Mary Carrillo                                                                                                  |
| 1946 | Jardiel Poncela                                                                                                |